# Dagobert Peche
Dagobert Peche (3. dubna 1887 St. Michael v Lungau – 16. dubna 1923 Mödling) byl rakouský designér. Navrhoval šperky, vzory látek, tapet, linoleí, sklo, keramiku, nábytek. Byl důležitou osobností secesního hnutí ve Vídni a svou tvorbou významně přispěl ke směřování evropského Art deca. Člen Wiener Werkstätte. Jeho dílo se vyznačuje bohatou ornamentálností, protiklady lehkosti a tíhy, obrovskou fantazií.

## Biografie
Dagobert Peche se narodil v rodině notáře. Jeho starší bratr Ernest studoval malbu, pročež Dagobert musel zvolit jiný směr a otec ho přiměl studovat architekturu. Peche nastoupil 1906 na Technische Universität ve Vídni. Patřil mezi velmi dobré studenty. Touha po umělečtějším vyjádření ho přiměla přihlásit se na Akademii výtvarných umění ve Vídni (1908), zde studoval u architekta Friedricha Ohmanna. Získal řadu studentských ocenění, díky nimž mohl cestovat do Anglie a Francie.
Na oslavě 70. narozenin Otto Wagnera se seznámil s Josefem Hoffmannem, přes noc pro něj navrhl dekorativní šperkovnici a od té doby spolupracoval s Wiener Werkstätte. Roku 1915 byl oficiálně přijat do Wiener Werkstätte a stal se jejich uměleckým ředitelem.
Roku 1916 narukoval a nastupoval v kasárnách v Brně. Těžce onemocněl, díky intenzivním intervencím Josefa Hoffmanna byl vojenské služby zproštěn. Hoffmann ho okamžitě odeslal do Curychu, kde se Peche stal vedoucím nově založené pobočky Wiener Werkstätte. Zde byl až do roku 1919. Soustředil se především na navrhování textilních desénů, střihů a pořádání módních přehlídek. Do dámské módy vnesl nebývalou eleganci, rokokovou hravost a pestrost a na rozdíl od reformních oděvů z počátku 20. století rozvíjel práci s ladnou ženskou siluetou. Vedle rokoka obdivoval zejména biedermeierské tvary, formy a zejména ornamenty.
Po návratu do Vídně se účastnil řady výstav. Poválečný obrat ke střídmosti stál v protikladu k jeho opulentním návrhům z nejdražších materiálů, proto si vysloužil silnou kritiku tisku. Přesto měl i v této době řadu klientů i na zařizování interiérů bytů a domů. Podlomené zdraví mu však nedovolilo se práci věnovat tak intenzivně. Roku 1923 už nebyl schopen pracovat jinak než s tužkou. Po dlouhé nemoci zemřel 16. dubna 1923.
Josef Hoffmann ho nazval „géniem ornamentu“.

## Dílo
- interiér bytu pro Wolko Gartenberga ve Vídni (1922)
- interiér bytu pro Evuarda Asta (1922)